# Потери авиации Ирака в ирано-иракской войне

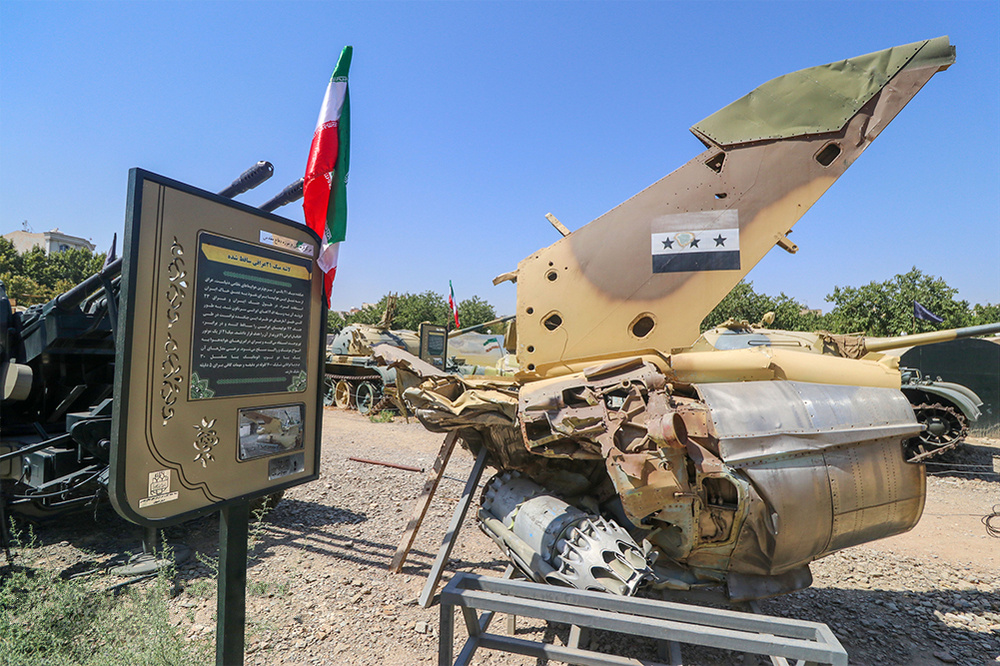
Обломки иракского истребителя МиГ-21 в иранском военном музее

В ходе боевых действий с 1980 по 1988 гг. Военно-воздушные силы Ирака понесли существенные потери.
В данном списке перечислены известные случаи потерь или инцидентов с летательными аппаратами боевой, транспортной и гражданской иракской авиации в ходе ирано-иракской войны.

## Потери военной авиации
- 7.09.1980 — пятёрка вертолётов Ми-25 61-й эскадрильи в районе иранской деревни Зейн аль-Кавс была перехвачена парой иранских перехватчиков F-14A. Ми-25 старшего лейтенанта Атира Люфти Ахмад Мунира получил несколько попаданий 20-мм снарядов. Люфти на повреждённом вертолёте смог вернуться на иракскую территорию, где совершил вынужденную посадку. Уже после совершения успешной посадки, пилот погиб от полученных ранений[1]. Некоторые исследователи высказывали предположение что этот вертолёт мог быть списан[2].
- 08.09.1980 — Hunter F.MK.59A 6-й эскадрильи в районе взлётной полосы у Шахабада был сбит иранским истребителем F-4E. Пилот майор Сабах Альб-аль-Гадер[3] был убит на земле после успешного катапультирования.
- 11.09.1980 — МиГ-21Р 70-й эскадрильи в районе Абадана был сбит огнём с земли. Пилот старший лейтенант Джассим аль-Хазза погиб[4].
- 14.09.1980 — Су-20 44-й эскадрильи пропал без вести, предположительно сбит огнём с земли над Сарполь-э-Захаб. Пилот капитан Нубар аль-Хамедани погиб[5].
- 22.09.1980 — Ту-16 10-й эскадрильи врезался в гору иранской провинции Илам (Операция «Эхо Кадиссии»). По иранским заявлениям сбит ЗРК Rapier. Все шесть членов экипажа погибли, в том числе командир эскадрильи — полковник Адель Отман[6].
- 22.09.1980 — МиГ-21бис 47-й эскадрильи поражён осколками бомб ведущего над Сенендедж и разбился (Операция «Эхо Кадиссии»). Пилот старший лейтенант Раад Хамид катапультировался и попал в плен[7][8][9].
- 22.09.1980 — МиГ-21МФ 11-й эскадрильи из за плохой погоды стал возвращаться на базу и разбился при посадке (Операция «Эхо Кадиссии»). Пилот старший лейтенант Саид аш-Шайхли погиб[8].
- 22.09.1980 — Hunter F.MK.59A эскадрильи подготовки командиров в районе аэропорта Исламабад-э-Герба был сбит огнём ЗУ-23 (Операция «Эхо Кадиссии»). Пилот майор Абдул Кадир Сабах пропал без вести[10].
- 23.09.1980 — Ираком подтверждена потеря 2 самолётов на земле в результате ударов по аэродромам[11];
- 23.09.1980 — Ил-76Д 33-й эскадрильи (р/н YI-AIO, с/н 073410315[12]) по ошибке обстрелян своей ПВО над Багдадом во время налёта иранских самолётов. Самолёт загорелся и упал в районе международного аэропорта. Весь экипаж из трёх человек погиб, в том числе командир — полковник Джабар аль-Дахи[13].
- 23.09.1980 — МиГ-23БН 29-й эскадрильи в районе авиабазы Вахдати по разным данным сбит огнём с земли[14], либо иранским самолётом. Пилот командир эскадрильи майор Рашид ас-Сайдон погиб[15].
- 23.09.1980 — МиГ-23БН 29-й эскадрильи в районе Дизфуля сбит огнём с земли. Судьба пилота майора Джаббар ад-Дулайми неизвестна[15].
- 23.09.1980 — МиГ-23БН 49-й эскадрильи в районе границы по разным данным сбит дружественным огнём[14], либо иранским ЗРК HAWK. Судьба пилота Мохаммеда Хассана неизвестна[15].
- 25.09.1980 — не менее пяти МиГ-21 и МиГ-23 заявляются сбитыми в воздушном бою над территорией Ирака возле Багдада[16]. По другим данным в районе Багдада заявлялось сбитие лишь трёх МиГ-21[17], а два МиГ-23 утверждалось что были сбиты в районе иранской территории — порта Бендер-Хомейни, ни в одном случае пилоты либо номера атакованных самолётов, включая над территорией Ирана, не указываются[17][18].
- 27?.09.1980 — потерян МиГ-23БН 29-й эскадрильи. Пилот замком эскадрильи подполковник Фаиз был взял в плен[15].
- 16.10.1980 — МиГ-23БН 49-й эскадрильи над авиабазой Вахдати сбит иранским перехватчиком F-14A. Пилот старший лейтенант Низар Азиз ат-Тай погиб[15].
- 16.10.1980 — МиГ-23БН 49-й эскадрильи над авиабазой Вахдати сбит огнём с земли. Пилот старший лейтенант Фарис Абдул Латиф погиб[15].
- 17.10.1980 — Су-22М сбит над Зиве иранским огнём с земли. Пилот капитан Салех Аяш катапультировался и пешком дошёл до своих[19].
- 17.10.1980 — два Су-20 44-й эскадрильи сбиты иранскими истребителями F-5E[20].
- 29.10.1980 — два Ту-22 сбиты иранским ЗРК HAWK[21]
- ?.10.1980 — МиГ-23МС 39-й эскадрильи сбит иранским перехватчиком F-14A. Пилот Моххамед Фатхи погиб[15].
- ?.10.1980 — МиГ-23МС 39-й эскадрильи в районе Сарполь-э-Захаб подбит огнём с земли. Разбился при посадке на трассу возле Баакубы. Пилот майор Маан Аль-Авси погиб[15].
- 08.11.1980 — вертолёт Sa.342 был сбит иранским вертолётом AH-1J. Иранцы опубликовали фото обломков этой «Газели»[22].
- 24.11.1980 — МиГ-23БН 29-й эскадрильи сбит в районе Сумара. Пилот майор Джассем аль-Джабури взят в плен[23][24].
- 26.11.1980 — МиГ-21бис 47-й эскадрильи протаранил иранский истребитель F-5E, в результате чего оба самолёта разбились. Оба лётчика погибли, включая пилота «МиГа» лейтенанта Абдуллу Луаиби[25].
- 27(29?).11.1980 — МиГ-23МС 39-й эскадрильи сбит иранским истребителем F-4E в ходе операции «Морварид». Пилот старший лейтенант Махмуд погиб[15].
- 6.12.1980 — МиГ-23БН 29-й эскадрильи сбит над аэродромом Хамадан. Пилот старший лейтенант Рашид Хельми погиб[24].
- ?.12.1980 — МиГ-23БН 29-й эскадрильи потерян по неизвестной причине. Пилот майор Абдул Раззак аль-Авси погиб при катапультировании[24].
- 01.04.1981 — МиГ-23БН 49-й эскадрильи сбит над Ираном. Пилот старший лейтенант Адиль Хамид Дадуш катапультировался и был убит местными жителями[26].
- 25.04.1981— МиГ-21МФ сбит иранским истребителем F-4E, пилот Динманруф выжил (указан снимок ФКП «МиГа» в прицеле, за секунды до того, как был уничтожен пушечным огнём)[27].
- 04.08.1981 — вертолёт SA.321GV Super-Frelon (с/н 189) был списан по неизвестной причине[12].
- 25.11.1981 — два МиГ-23МФ сбиты иранским перехватчиком F-14A (одной ракетой AIM-54), один пилот погиб, другой взят в плен[28].
- 02.12.1981 — МиГ-23МС сбит иранским перехватчиком F-14A, пилот взят в плен[29].
- 03.12.1981 — Mirage F.1EQ 79-й эскадрильи сбит ракетами «воздух-воздух» иранских F-4E или F-14A. Пилот Абдул Гани ас-Саоти катапультировался и попал в плен[30].
- 12.12.1981 — Mirage F.1EQ 79-й эскадрильи в районе Керманшаха сбит ракетами «воздух-воздух» иранских F-4E или F-14A. Пилот старший лейтенант Идрис Хассан аль-Амари катапультировался и попал в плен[30]. По другим данным потеря произошла 11 сентября[31].
- 11.03.1982 — МиГ-23БН в районе Факке сбит иранским ЗРК HAWK. Пилот Аббас Абдулхусейни взят в плен[31][32].
- 23.03.1982 — Су-22М3 сбит на южном участке фронта. Пилот капитан Салех Аяш, сбитый во второй раз за войну, в этом случае попал в плен[33].
- 02.05.1982 — Mirage F.1EQ 79-й эскадрильи сбит над Хорремшехром ПВО Ирана. Пилот лейтенант Кусай Салех аль-Аззави погиб[34].
- 04.11.1982 — МиГ-23 (вероятно, МиГ-23МФ) сбит перехватчиком F-14A при помощи ракеты AIM-54, пилот выжил, но больше не летал[35].
- 07.11.1982 — Су-22М сбит над Эйн-Хошем иранским перехватчиком F-14A. Пилот капитан Муххамад Радж взят в плен[31].
- ?.?.1982 — иракский пилот Талаль Джамиль угнал Су-22 в Иран[36].
- ?.06.1983 — МиГ-25Р 84-й эскадрильи сбит перехватчиком F-14A. Судьба пилота командира эскадрильи полковника Абдуллы Фарадж Мохаммада неизвестна[37]
- 01.08.1983 — вертолёт SA.321H Super-Frelon (р/н 7402, с/н 177) был списан по неизвестной причине[12].
- 01.01.1984 — МиГ-23МФ 67-й эскадрильи сбит иранским перехватчиком F-14A. Пилот капитан Акил Хассан погиб[38].
- 01.03.1984 — Су-22М над Джаванрудом сбит перехватчиком F-14A. Пилот старший лейтенант Мехди Аль-Кеис взят в плен[31].
- 04.03.1984 — во время операции Хейбар вертолёт Sa.342 был сбит иранским вертолётом AH-1J. Пилот Фоваз Салем погиб[39].
- 04.03.1984 — во время операции Хейбар вертолёт Ми-25 66-й эскадрильи был сбит иранским вертолётом AH-1J. Пилот Валид Хатеф погиб[39].
- 01.08.1984 — вертолёт SA.321GV Super-Frelon (р/н 2022, с/н 197) был списан по неизвестной причине[12].
- 17.09.1984 — Super Étendard (р/н 4667, с/н 67) над Персидским заливом столкнулся с водой, мог быть сбит истребителями, предположительно саудовскими F-15C[40]. Пилот капитан Хуссейн Казем аль-Ансари погиб[41]. Единственная потеря самолёта данного типа за войну. По другим данным потерян 2 апреля[42].
- 09.12.1984 — Mirage F.1EQ 89-й эскадрильи возгорание двигателя в районе Каяры. Пилот лейтенант Тарик Бакр Алаззави катапультировался[43].
- 21.03.1985 — МиГ-23МЛ заявляется сбитым иранским истребителем F-4[44], потеря официально не подтверждена иракцами[45].
- 12.07.1985 — Су-22М сбит над Курдистаном ПВО Ирана. Пилот младший лейтенант Хасем Фазиль взят в плен[31].
- 21.07.1985 — Mirage F.1EQ сбит ПВО Ирана. Пилот Монхаль Ибрагим Хассан взят в плен[31].
- 10.01.1986 — МиГ-23МЛА сбит зенитным огнём над Шаламчех, лётчик Абдолаали Мохаммад Фахад взят в плен[46].
- 12.02.1986 — иранскими ЗРК HAWK заявляются 9 самолётов сбитыми, в том числе 1 МиГ-23 и 1 Су-22. Пилоты или бортовые номера не называются[47].
- 14.02.1986 — МиГ-21 сбит иранским вертолётом AH-1J[48].
- 16.02.1986 — Су-22М сбит ЗРК HAWK. Пилот погиб. Опубликовано фото обломков[49].
- ?.02.1986 — двухместный МиГ-21УМ 14-й эскадрильи разбился по небоевой причине из за потери экипажем пространственной ориентировки. Оба пилота капитаны Айед Аббас и Хуссейн Казем погибли[50].
- 28.03.1986 — МиГ-23БН 49-й эскадрильи потерян в районе Ахваза. Сброшенные кассетные бомбы иностранного производства задели самолёт. Судьба пилота капитана Хатим Али аль-Фахдави неизвестна[51].
- Июль 1986 — МиГ-25 сбит пушечным огнём истребителями F-5E, пилот Моххамед Райян погиб.[52]
- 03.09.1986 — Су-22М в районе Ховейзе сбит ПВО Ирана. Пилот Абд Исмаэль взят в плен[31].
- 13.10.1986 — Mirage F.1EQ-5 81-й эскадрильи над кувейтским островом Файлака потерян в боевом вылете, мог быть сбит ракетой «воздух-воздух» иранского перехватчика F-14A. Пилот старший лейтенант Манхаль Касем аль-Баяти погиб[31][53].
- 17.10.1986 — Mirage F.1EQ-5 81-й эскадрильи сбит над морем пушечным огнём иранского боевого корабля. Пилот старший лейтенант Хуссейн Мухаммад Ахмад погиб[54].
- 22.11.1986 — Су-22М3 закончилось топливо над Дизфулем. Пилот Иссам Абд Аль-Зубейди катапультировался и взят в плен[55].
- 01.01.1987 — Mirage F.1EQ сбит над Амуяхом ПВО Ирана. Пилот старший лейтенант Хусейн Моххамад взят в плен[31].
- 09.01.1987 — Ту-16К (р/н 5018[56]) 10-й эскадрильи восточнее берега реки Шатт-эль-Араб сбит иранским ЗРК HAWK. Из шести членов экипажа выжил только стрелок Ахмед Микаэль, который был взят в плен, все остальные включая командира майора Раада аль-Харидани погибли[57].
- 12.01.1987 — Су-22М сбит ПВО Ирана над иракским городом Дахуком. Пилот капитан Джадо Шидхар взят в плен[31].
- 16.01.1987 — Mirage F.1EQ в районе Абадана сбит иранским ЗРК HAWK. Пилот старший лейтенант Салех аль-Аззави взят в плен[58].
- 16.01.1987 — вертолёт SA.321GV Super-Frelon (р/н 2021, с/н 196) был списан по неизвестной причине[12].
- 23.01.1987 — МиГ-23БН 49-й эскадрильи сбит иранским ЗРК HAWK. Пилот старший лейтенант Мухаммад Фахд погиб[59]. По другим данным Фахд был взят в плен[60].
- 23.01.1987 — МиГ-23БН 49-й эскадрильи сбит иранским ЗРК HAWK. Пилот старший лейтенант Флейх аль-Кауказ погиб[59].
- 27.01.1987 — МиГ-23БН 49-й эскадрильи сбит зенитной установкой ЗУ-23-2. Пилот старший лейтенант Али Рахман Хейдан погиб[59].
- 27.01.1987 — МиГ-23БН 49-й эскадрильи сбит ЗРК Rapier. Пилот капитан Абдул-Рахман Яссин погиб[59].
- 02.02.1987 — Mirage F.1EQ-4 91-й эскадрильи в районе Эрака был сбит ракетой «воздух-воздух» перехватчика иранского F-14A. Пилот старший лейтенант Джамал аш-Шайкхли катапультировался и был убит жителями Эрака[61].
- 02.02.1987 — Mirage F.1EQ был сбит. Пилот капитан Зухайр аль-Аудиси взят в плен[43].
- 14.02.1987 — Mirage F.1EQ сбит иранским ЗРК HAWK. Пилот старший лейтенант Хамид Халиль Захер катапультировался и попал в плен[43][62].
- 15.02.1987 — МиГ-25РБ сбит над Исфаханом иранским ЗРК HQ-2 (С-75), пилот лейтенант Собхи Ахмад взят в плен. Это была единственная потеря от огня противника МиГ-25РБ за всю войну[31].
- 18.02.1987 — Mirage F.1EQ сбит над Персидским заливом иранским перехватчиком F-14A. Пилот капитан Фуад Тейт взят в плен[31].
- 22.02.1987 — Mirage F.1EQ-5 81-й эскадрильи в районе Караджа сбит иранским ЗРК HAWK. Пилот старший лейтенант Яхyя Касим Ахмад катапультировался и попал в плен[63].
- 01.03.1987 — Су-22М3 сбит иранским перехватчиком F-14A. Пилот старший лейтенант Самир Наджи Носаиф взят в плен[31].
- 0?.03.1987 — МиГ-23БН 49-й эскадрильи подбит огнём зенитной артиллерии. Пилот младший лейтенант Джассем ат-Тикрити катапультировался и спасся[59].
- 01.06.1987 — вертолёт SA.321H Super-Frelon (с/н 187) был списан по неизвестной причине[12].
- 18.06.1987 — Су-22М3 над Зобейдатом сбит иранским истребителем F-4. Пилот лейтенант Эяд аль-Рахман взят в плен[31].
- 24.07.1987 — вертолёт Ми-25 66-й эскадрильи был сбит иранским вертолётом AH-1J. Пилот Хабиб Абд Аббас погиб[64].
- 29.08.1987 — Mirage F.1EQ-4 при подлёте к острову Фарси сбит зенитной ракетой, предположительно с помощью ПЗРК Стингер. Пилот капитан Абдул Карим катапультировался и спасён крейсером ВМС США[65][66].
- 16.10.1987 — Су-25 сбит зенитным огнём над городом Баанех, пытаясь уйти от иранского перехватчика F-14, лётчик погиб.[67]
- 14.11.1987 — Mirage F.1EQ 89-й эскадрильи в районе месторождения Гечсаран был сбит ракетой «воздух-воздух» иранского истребителя F-4E. Иракский пилот старший лейтенант Абдул-Рахман аль-Баяти катапультировался и попал в плен[66].
- 22.01.1988 — на севере иракского Курдистана разбился неизвестный вертолёт армии Ирака. Все находившиеся на борту погибли, в том числе командир 5-го армейского корпуса — бригадный генерал Абдель-Азиз Ибрагим Хадиди[68].
- 09.02.1988 — Mirage F.1EQ-5 81-й эскадрильи в районе острова Фарси сбит иранским перехватчиком F-14A. Пилот старший лейтенант Харит Ахмед погиб[69].
- 17.03.1988 — Су-22М сбит ПВО Ирана в районе иракского города Халабья. Пилот майор Ахмад Хелалех взят в плен[31].
- 03.04.1988 — Mirage F.1EQ-4 (с/н 4510) в районе Исфахана сбит иранской 35-мм зенитной артиллерией[70]. Пилот капитан Халиль Ибрагим взят в плен[31].
- 21.04.1988 — Mirage F.1EQ-5 (с/н 4569) капитана Амера Абдуллы в районе острова Фарси был атакован иранским перехватчиком F-14A. Возле «Миража» произошёл близкий разрыв ракеты «воздух-воздух» AIM-7E. Абдулла смог увести тяжело повреждённый самолёт и провести вынужденную посадку на авиабазе Дхаран в Саудовской Аравии[71].
- 04.05.1988 — Mirage F.1EQ4 сбит в районе иранского города Исфахан. Пилот капитан Маджид аль-Каттан[72] взят в плен.
- 19.07.1988 — Mirage F.1EQ5 81-й эскадрильи (с/н 4573) сбит иранским перехватчиком F-14A в районе иранского города Бушир. Пилот капитан Махмуд аль-Анни погиб[73].
- 25.07.1988 — МиГ-23МЛ 93-й эскадрильи был потерян над западным Ираном по неизвестной причине, пилотом был капитан Аббас аль-Мафраджи.[74]. Единственная потеря самолёта данной модификации за всю войну[45], если не считать потерю 10.01.1986 и, возможно, некоторые другие.
- 28.07.1988 — МиГ-23БН 49-й эскадрильи в районе Дизфуля сбит иранским ЗРК HAWK. Пилот майор Мохаммед Адхам Саид погиб[74].
- 28.07.1988 — Су-25К 115-й эскадрильи сбит над иранской территорией. Пилот старший лейтенант Кассем аль-Дайлами катапультировался и через шесть дней смог выйти к своим[75][76].

## Инциденты и потери гражданской авиации
- 25 августа 1980 года гражданский биплан Ан-2 (р/н YI-AIQ, «Спортивный клуб парашютистов») над территорией Ирана был перехвачен парой иранских истребителей F-5E. Из за подозрения что он поливает горючей жидкостью фермы, он был обстрелян, повреждён и принуждён к посадке на иранскую территорию[77]. Экипаж в составе пилота и парашютистов был арестован. Позже экипаж был освобождён и самолёт был возвращён Ираку.
- 24(25?) сентября 1980 года Ан-24ТВ (а/к Iraqi Airways, р/н YI-AEM, с/н 1022805) разбился возле Киркука[78]. По другим данным был уничтожен авиаударом иранских самолётов F-4[79].
- 22 апреля 1982 года Ан-24В (а/к Iraqi Airways, р/н YI-AEO, с/н 87304602) при посадке на аэродром в Ираке задел крылом землю и разрушился[78].
- 28 августа 1982 года Ан-24ТВ (а/к Iraqi Airways, р/н YI-ALN, с/н 1022810) при взлёте с авиабазы Таллиль разрушилось шасси. Из за полученных повреждений самолёт был списан[78].
- В 1986 году три Ан-24ТВ было списано на авиабазе Аль Бакр (р/н-а YI-AEN, YI-ALY, YI-AMB, с/н-а 1022806, 1022808, 1022809 соответственно)[78].

## Статистика
Согласно официальному иракскому докладу о потерях в войне в Ираном изданному в мае 1991 года за всю войну, начиная с 4 сентября 1980 года, было потеряно 162 летательных аппарата из состава ВВС, из них по иракским данным примерно 50 % были сбиты зенитным огнём или ПЗРК, около 25 % сбиты стационарными зенитно-ракетными комплексами, около 11 % сбиты в воздушных боях и остальные потеряны по другим причинам (датой официального начала войны Ираком считается 4 сентября 1980, а Ираном — 22 сентября).
Согласно одному западному блогу, в мае 1982 года неназванный военнослужащий ВВС Ирака, бежавший в Сирию, сообщил, что Ирак потерял на тот момент (за неполные два года войны) только в воздушных боях 98 истребителей. Однако, его заявления не сходились даже с иранскими заявлениями.
Французский историк Пьер Разу перечисляет по типам 313 потерянных Ираком военных и транспортных самолётов.
В период с 4 сентября 1980 по 1 мая 1981 года ВВС Ирака признали потерю 48 летательных аппаратов всех видов. Иракскими пилотами из состава за этот период было совершено 14290 боевых вылетов.
Известные потери помодельно:
- Су-20 и Су-22 за всю войну было потеряно не менее 64[33]; по западным данным из 160 поставленных самолётов войну пережили менее половины[16];
- МиГ-23 за всю войну было потеряно 44, 38 ударных МиГ-23БН, истребителей: 3 МиГ-23МС, 1 МиГ-23МФ и как минимум 2 МиГ-23МЛ/МЛА[45][83] (в то же время по западным данным, только погибших неназванных лётчиков на МиГ-23МС и МиГ-23МФ вдвое больше, чем признано Ираком потерь самолётов этого типа, только самих лётчиков западные источники при этом не называют[84];
- Mirage F1 за всю войну было потеряно 25[73];
- МиГ-21 в период с 4 сентября 1980 по 1 мая 1981 года по данным Ирака было потеряно 11. В последующий период подтверждённые потери неизвестны[82]; Согласно утверждениям некоторых западных источников к декабрю 1980 года был потерян 31 МиГ-21, а к концу войны потери составили 78 самолётов[85];
- Hawker Hunter согласно западным данным было потеряно 3[86];
- Super Etendard за всю войну был потерян 1[42];
- Потери других моделей (МиГ-25, МиГ-29, Су-7, Су-25, Ту-16, Ту-22, Ан-26, Ил-76) известны лишь отрывочно.

В ходе войны Ирак очень активно в качестве боевых использовал легкомоторные самолёты PC-7 Pilatus, также могли использоваться Mirage 5. Какие потери они могли понести и включены ли они были в состав ВВС неизвестно.